# آني لندنديري
آني لندنديري أو نيني كوهين كوبتشوفسكي (1870 - 11 نوفمبر 1947)، مهاجرة يهودية من لاتفيا إلى الولايات المتحدة وأصبحت في 1894-1895 أول امرأة تقود الدراجة حول العالم. بعد أن أكملت سفرها، وإن كان ذلك في الغالب عن طريق السفن، قامت ببناء مهنة إعلامية تتمحور حول التفاعل مع المفهوم الشعبي لماهية أن تكون أنثى.

## النشأة والزواج
ولدت آني كوهين في لاتفيا لأبوين ليفي (ليب) وبياتريس (باشا) كوهين. كان لديها شقيقان أكبر منها، سارة وبينيت. انتقلت عائلتها إلى الولايات المتحدة في عام 1875 وأصبحت مواطنة عندما كانت طفلة، كان عمرها أربع أو خمس سنوات فقط.
استقروا في بوسطن، ماساتشوستس، وعاشوا في مسكن في شارع سبرينج. في 17 يناير 1887، توفي والدها، وتوفيت والدتها بعد شهرين. كانت أختها الكبرى سارة متزوجة بالفعل وتعيش في ولاية مين، تاركة آني (17 عامًا) وشقيقها بينيت (20 عامًا) لرعاية أشقائهم الأصغر سنًا جاكوب وروزا (الذين يبلغ عمرهم 10 و8 أو 9 سنوات في ذلك الوقت، على التوالي). سرعان ما تزوج كل من آني وبينيت وأحضرا زوجتيهما لمشاركة منزلهما في شارع سبرينج.
في عام 1888 تزوجت آني كوهين من سيمون "ماكس" كوبتشوفسكي، وهو بائع متجول. أنجبا ثلاثة أطفال في السنوات الأربع التالية: بيرثا مالكي (مولي) وليبي وسيمون. تزوج شقيقها بينيت من بيرثا وأنجبا طفلين. توفي شقيقها جاكوب بسبب التهاب في الرئة عن عمر يناهز 17 عامًا. كان ماكس، وهو يهودي أرثوذكسي متدين، يحضر كنيس ويدرس التوراة، بينما باعت آني مساحات إعلانية لعدة صحف يومية في بوسطن.

## رحلة حول العالم

### الرهان
من المحتمل أن يكون الإلهام للمراهنة (أو الادعاء الكاذب بوجود رهان) على رحلة بالدراجة حول العالم قد جاء من طالب سابق بجامعة هارفارد إي سي فايفر. تحت الاسم المستعار بول جونز، بدأ ركوب الدراجات في منتصف فبراير 1894 مدعيًا أنه كان يحاول القيام برحلة حول العالم في عام واحد برهان قدره 5000 دولار. وبعد أسبوعين، اكتشف عن أن الرهان مزيف. في وقت لاحق من عام 1894، زُعم أن رجلين غنيين من بوسطن راهنا بمبلغ 20 ألف دولار مقابل 10 آلاف دولار بحيث لا تستطيع أي امرأة السفر حول العالم بالدراجة خلال 15 شهرًا وكسب 5000 دولار. ومن المشكوك فيه أن يكون هناك رهان على الإطلاق. لم يتم تسمية المراهنين المزعومين مطلقًا.
صرح ابن أخ لندنديري الأكبر ومؤلف التاريخ الرسمي لرحلتها، بيتر زيتلين، أنه "من المؤكد تقريبًا، على سبيل المثال، أنها اختلقت قصة الرهان لإضفاء الإثارة على رحلتها". إذا كانت مناورة آني حيلة، فقد استفاد منها شخص واحد: العقيد ألبرت أغسطس بوب، صاحب شركة بوب للتصنيع في بوسطن وهارتفورد، التي أنتجت، من بين أشياء أخرى كثيرة، دراجات كولومبيا. قام كبير مندوبي المبيعات لديه في متجر كولومبيا الرئيسي في بوسطن بتسليم أحد نماذجهم لبدء الرحلة. كان اختيار المرأة امتدادًا واضحًا للمآثر السابقة. في عام 1887، أصبح توماس ستيفنز أول شخص يركب دراجة في جميع أنحاء العالم. علاوة على ذلك، كان جنون الدراجات في تسعينيات القرن التاسع عشر يوفر للنساء وسيلة نقل مستقلة وأثار تطورًا في ملابس النساء، من التنانير الكاملة والمواد الثقيلة إلى بلمر التي تسمح بمزيد من ركوب الدراجات والنسوية.
لم تكن آني كوبتشوفسكي خيارًا مرجحًا للغاية لإكمال هذا الرهان، بدءًا من اسمها، الذي عرّفها على أنها يهودية في مدينة وبلد تنتشر فيه معاداة السامية. كانت تفتقر إلى الخبرة، ولم تركب دراجة على الإطلاق إلا قبل أيام قليلة من رحلتها، وكان جسدها طفيفًا، فقط 5 أقدام و3، أي حوالي 100 رطل. بالإضافة إلى أنها امرأة متزوجة وأم لثلاثة أطفال أعمارهم خمسة وثلاثة أعوام وسنتين. كانت الرعاية حاسمة لتمويل المشروع والدعاية المحيطة به. كانت دراجتها النسائية كولومبيا التي يبلغ وزنها 42 رطلاً تحمل لافتة مثبتة على العجلة الخلفية تعلن عن شركة لندنديري ليثيا، شركة مياه الينابيع في نيوهامبشير، والتي دفعت لها الشركة مقابلها 100 دولار ووافقت بدورها على استخدام اسم "آني لندنديري" طوال مدة رحلتها.

### التوجه
في 27 يونيو 1894، في حوالي الساعة 11 صباحًا، انطلقت لندنديري من مقر ولاية ماساتشوستس في بيكون هيل. كانت الفتاة البالغة من العمر 24 عامًا ترتدي تنورة طويلة ومشدًا وياقة عالية، وتحمل معها ملابس بديلة ومسدسًا بمقبض لؤلؤي. في طريقها إلى شيكاغو، اختارت طرق ركوب الدراجات المنشورة في كتب الرحلات من قبل رابطة العجلات الأمريكية. تحتوي هذه الكتب السياحية على المسافات وحالة الطرق والمعالم وأماكن تناول الطعام والفنادق التي تقدم خصومات لراكبي الدراجات، وتوفر الشركة مثل العديد من راكبي الدراجات الآخرين الذين يركبون نفس الطرق. مع الطقس الجيد والطرق، كانت قادرة على التحرك في المتوسط ما بين ثمانية وعشرة أميال في اليوم.
عندما وصلت إلى شيكاغو في 24 سبتمبر، كانت قد فقدت 20 رطلاً من وزنها والرغبة في الاستمرار. الشتاء واإنها قادمة، وأدركت أنها لا تستطيع عبور الجبال إلى سان فرانسيسكو قبل أن يبدأ تساقط الثلوج. قبل مغادرتها شيكاغو للعودة إلى منزلها في بوسطن، التقت بشركة أعمال دورة الجنيه الاسترلينج، التي تقع مكاتبها ومصنعها في شارع كارول.

### أوروبا وآسيا
مع التغيير في اللباس والدراجة، كانت لندنديري مصممة على إكمال رحلتها العالمية، على الرغم من أنه لم يكن أمامها سوى أحد عشر شهرًا للعودة إلى شيكاغو. تابعت طريق عودتها إلى مدينة نيويورك، وفي 24 نوفمبر 1894، استقلت السفينة الفرنسية لا تورين، المتجهة إلى لو هافر على الساحل الشمالي لفرنسا. وصلت في 3 ديسمبر ووقعت في البيروقراطية. تمت مصادرة دراجتها من قبل مسؤولي الجمارك، واخذت أموالها، وكتبت الصحافة الفرنسية مقالات مهينة عن مظهرها. تمكنت من تحرير نفسها وسافرت من باريس إلى مارسيليا. على الرغم من توقفها بسبب سوء الأحوال الجوية، فقد وصلت بعد أسبوعين بالدراجة والقطار مع ضمادة على قدم واحدة ومسندة على مقودها بسبب إصابة على الطريق.
غادرت لندنديري مرسيليا على متن باخرة سيدني التي يبلغ طولها 413 قدمًا ولم يكن أمامها سوى ثمانية أشهر للعودة إلى شيكاغو. لم يحدد الرهان حدًا أدنى لمسافة ركوب الدراجات، لذلك أبحرت من مكان إلى آخر، واستكملت رحلات يومية في كل محطة على طول الطريق. زارت العديد من الأماكن، بما في ذلك الإسكندرية وكولومبو وسنغافورة وهو تشي منه وهونج كونج وشانغهاي وناغاساكي وكوبه.

### العودة إلى الولايات المتحدة
في 9 مارس 1895، أبحرت لندنديري من يوكوهاما باليابان، ووصل إلى البوابة الذهبية في سان فرانسيسكو في 23 مارس. سافرت إلى لوس أنجلوس، عبر أريزونا ونيو مكسيكو ثم إلى إل باسو. في وقت ما، كادت هي وراكبة دراجة آخر أن يُقتلا على يد حصان وعربة هاربين. لقد أصيبوا بجروح طفيفة، لكنها ادعت أنها فقدت وعيها ونُقلت إلى مستشفى في ستوكتون حيث سعلت دمًا لمدة يومين. في الواقع، كانت قد ألقت محاضرة في قاعة موزارت في ستوكتون في المساء التالي للحادث.
قدمت مسارات سكة حديد جنوب المحيط الهادئ العديد من الفوائد لراكبي الدراجات الذين يسافرون عبر جنوب كاليفورنيا وأريزونا، واستفادت لندنديري منها. يمكن للركاب اتباع طرق الخدمة المصنوعة من الأوساخ الصلبة والتوقف عند ملاجئ أطقم القطارات، حيث يمكنهم الحصول على وجبة طعام وحمام. يفترض البعض أنها استقلت القطار عبر أجزاء من الصحراء، على الرغم من أنها تدعي أنها رفضت ركوب أطقم القطارات المارة. سافرت من إل باسو شمالًا، وغادرت ألباكركي في 20 يوليو 1895، متجهة إلى دنفر، حيث وصلت في 12 أغسطس. استقلت القطار عبر معظم أنحاء نبراسكا بسبب الطرق الموحلة. بالقرب من غلادبروك، آيوا، كسرت معصمها عندما اصطدمت بمجموعة من الخنازير وأجبرت على ارتداء جبيرة طوال الفترة المتبقية من رحلتها.
في 12 سبتمبر 1895، وصلت لندنديري إلى شيكاغو، برفقة اثنين من راكبي الدراجات الذين التقت بهم في كلينتون، آيوا، وحصلت على جائزتها البالغة 10000 دولار. لقد قطعت الرحلة حول العالم لمدة أربعة عشر يومًا أقل من الوقت المسموح به.عادت إلى منزلها في بوسطن في 24 سبتمبر، ووصلت بعد خمسة عشر شهرًا من مغادرتها. وعندما نشرت تقريرًا عن مآثرها في نيويورك وورلد في 20 أكتوبر 1895، وصفها عنوان الصحيفة بأنها "الرحلة الأكثر استثنائية التي قامت بها امرأة على الإطلاق". على الرغم من الانتقادات التي وجهت إليها بأنها سافرت "بالدراجة" أكثر من ركوبها على دراجة واحدة، فقد أثبتت أنها راكبة دراجات رائعة في السباقات المحلية المرتجلة في طريقها عبر أمريكا.

## ريادة الأعمال
كانت لندنديري بائعة رائعة وراوية قصص استثنائية، حيث جمعت كل الأموال واجتذبت اهتمام وسائل الإعلام اللازم لنجاح رحلتها. كان دخلها الرئيسي من بيع مساحات إعلانية على دراجتها وشخصها، وتعليق شرائط ولافتات لمنتجات تتراوح من إطارات الدراجات إلى العطور. كان الراعي الأول لها هو شركة لندنديري ليثيا سبرينج ووتر في نيو هامبشاير، والتي دفعت لها 100 دولار لحمل لافتة على دراجتها تحمل اسم الشركة واستخدام اسم "آني لندنديري" طوال رحلتها. في شيكاغو، حصلت على رعاية من شركة ستيرلنج سايكل للترويج لمنتجاتها عندما استبدلت سيارتها الضخمة كولومبيا بسيارة ستيرلنج رودستر الأسرع والأخف وزنًا.
أثناء أسفارها، ألقت محاضرات حول مغامراتها، وكثيرًا ما بالغت في مآثرها. لقد أبهرت هذه وسائل الإعلام وعززت شعبيتها. على سبيل المثال، في فرنسا وصفت نفسها بأنها يتيمة، وريثة ثرية، وطالبة طب بجامعة هارفارد، ومخترعة طريقة كتابة مختزلة، وابنة أخت عضو مجلس الشيوخ الأمريكي. أثناء وجودها في الولايات المتحدة، روت قصصًا عن صيد النمور في الهند مع الملوك الألمان وإرسالها إلى سجن ياباني مصابة برصاصة. كما قدمت أيضًا عروضًا توضيحية حول ركوب الدراجات، وباعت صورًا ترويجية لها ودبابيس تذكارية وتوقيعات.
بعد الرحلة، قبلت عرضًا للكتابة عن مغامراتها بصفتها "المرأة الجديدة" وانتقلت عائلتها إلى مدينة نيويورك لمواصلة مسيرتها الصحفية. بدأ المقال "أنا صحفية و"امرأة جديدة"، إذا كان هذا المصطلح يعني أنني كذلك أعتقد أنني أستطيع أن أفعل أي شيء يمكن لأي رجل أن يفعله."

## إرث
توفيت لندنديري في غموض عام 1947. وفي عام 2007، نشر بيتر زيتلين، ابن أخيها الأكبر، كتابًا حول العالم على عجلتين: رحلة آني لندنديري الاستثنائية. في عام 2011، عرضت إيفالين باري العرض الأول لـ سبين، وهي مقطوعة أدائية تحت عنوان الدراجة تتضمن أغنية عن لندنديري ("أغنية آني لندنديري")، وقدمتها في جولة في كندا والولايات المتحدة.
قامت جيليان كليمبنر ويلمان من شركة المتحدثة باسم الإنتاج بكتابة وإخراج وإنتاج فيلم وثائقي مدته 26 دقيقة بعنوان المرأة الجديدة آني "لندنديري" كوبتشوفسكي. عرض لأول مرة في فبراير 2013 في مهرجان دي سي السينمائي المستقل، حيث فاز بجائزة أفضل فيلم وثائقي.
ظهرت لندنديري في نعي في صحيفة نيويورك تايمز، كجزء من سلسلة "تجاهلها" في نوفمبر 2019.
في أغسطس 2022، ظهرت مسرحية يركب، وهي مسرحية موسيقية جديدة مستوحاة من دورة آني لندنديري من تأليف فريا كاترين سميث وجاك ويليامز، وبطولة ليف أندروسير ويوكي ساتون، لأول مرة في مسرح تشارينغ كروس. عادت المسرحية الموسيقية في عام 2023، حيث عُرضت في مسرح كيرف وليستر ومسرح ساوثوارك مع عودة ليف أندروسير بدور آني وكاتي إليس.

## الجدول الزمني للرحلة
تمت رحلتها وفقًا لهذا الجدول الزمني:
25 يونيو 1894 - بوسطن، ماساتشوستس
- بروفيدنس، رود آيلاند
- مدينة نيويورك، نيويورك
- ألباني، نيويورك
- سيراكيوز، نيويورك
- روتشستر، نيويورك
- بوفالو، نيويورك
- كليفلاند، أوهايو

24 سبتمبر 1894 - شيكاغو، إلينوي
- موسكو

24 نوفمبر 1894 - مدينة نيويورك، نيويورك
3 ديسمبر 1894 - لوهافر، فرنسا
- باريس، فرنسا
- ليون وفالنسيا، فرنسا
- مرسيليا، فرنسا
- الإسكندرية وبورسعيد، مصر
- القُدس، إِسْرَائِيل
- عدن، اليمن
- كولومبو، سريلانكا
- سنغافورة
- سايغون، فيتنام
- هونج كونج ولوشونكو، الصين

- كوريا إلى فلاديفوستوك، روسيا (غير مؤكد)

9 مارس 1895 - ناغازاكي ويوكوهاما، اليابان
23 مارس 1895 - سان فرانسيسكو، كاليفورنيا
- ستوكتون، كاليفورنيا
- سان خوسيه، كاليفورنيا
- سان لويس أوبيسبو، كاليفورنيا
- سانتا باربرا، كاليفورنيا
- لوس انجلوس كاليفورنيا
- سان برناردينو، كاليفورنيا
- ريفرسايد، كاليفورنيا
- إنديو، كاليفورنيا
- يوما، أريزونا
- فينيكس، أريزونا
- توكسون، أريزونا
- ديمينغ، نيو مكسيكو
- إل باسو، تكساس
- (ألبوكركي، نيو مكسيكو).
- سانتا فيه، نيو مكسيكو
- لاس فيغاس، نيو مكسيكو
- راتون، نيو مكسيكو
- ممر راتون
- ترينيداد، كولورادو
- لا جونتا، كولورادو
- كولورادو سبرينغز، كولورادو

12 أغسطس 1895 - دنفر، كولورادو
- شايان، وايومنغ
- القطار عبر نبراسكا
- فريمونت، نبراسكا
- أوماها، نبراسكا
- (وادي ميسوري، آيوا).
- أيمز، آيوا
- تاما، آيوا
- (سيدار رابيدز، آيوا).
- كلينتون، آيوا
- روشيل، إلينوي

12 سبتمبر 1895 - شيكاغو، إلينوي
24 سبتمبر 1895 - بوسطن، ماساتشوستس